# Attagenus hottentotus
Attagenus hottentotus es una especie de coleóptero de la familia Dermestidae.

## Distribución geográfica
Habita en Mozambique y Sudáfrica.